# فرودگاه اناکتوووک پس
فرودگاه اناکتوووک پس (به انگلیسی: Anaktuvuk Pass Airport) یک فرودگاه همگانی با کد یاتا AKP است که یک باند فرود شن دارد و طول باند آن ۱۴۶۳ متر است. این فرودگاه در شهر آناکتوووک پس، آلاسکا کشور ایالات متحده آمریکا قرار دارد و در ارتفاع ۶۴۱ متری از سطح دریا واقع شده است.